# Велута (заказник)
Велута́ — водно-болотный заказник местного значения, созданный в 2016 году для сохранения в естественном состоянии крупного лесоболотного комплекса в долине реки Цна (приток Припяти). Заказник находится на территории Лунинецкого района Брестской области Беларуси, имеет статус особо охраняемой природной территории (ООПТ).

## Описание
Заказник, общей площадью 2119,38 га, размещается на землях Новосёлковского лесничества ГЛХУ «Лунинецкий лесхоз». В заказнике обитают животные и растения, занесённые в Красную книгу Белоруссии. Здесь произрастает уникальная для Белоруссии топяная фиалка, в лесах гнездятся малый подорлик, орлан-белохвост, серый журавль, чёрный аист, чеглок, воробьиный сыч и белоспинный дятел.